# 6691 Trussoni
A 6691 Trussoni 1984 DX a Naprendszer kisbolygóövében található aszteroida. Henri Debehogne fedezte fel 1984. február 26-án.